# Saleignes
Saleignes ist eine französische Gemeinde mit 57 Einwohnern (Stand: 1. Januar 2022) im Département Charente-Maritime in der Region Nouvelle-Aquitaine (vor 2016: Poitou-Charentes); sie gehört zum Arrondissement Saint-Jean-d’Angély und zum Kanton Matha. Die Einwohner werden Saleignois und Saleignoises genannt.

## Geographie
Saleignes liegt etwa 80 Kilometer ostsüdöstlich von La Rochelle in der Saintonge. Umgeben wird Saleignes von den Nachbargemeinden Vinax im Westen und Norden, Aubigné im Norden und Osten, Romazières im Osten und Süden sowie Les Éduts im Süden und Westen.

## Bevölkerungsentwicklung
| Jahr                       | 1962 | 1968 | 1975 | 1982 | 1990 | 1999 | 2006 | 2019 |
| Einwohner                  | 170  | 138  | 134  | 117  | 97   | 77   | 68   | 59   |
| Quellen: Cassini und INSEE |      |      |      |      |      |      |      |      |

## Sehenswürdigkeiten

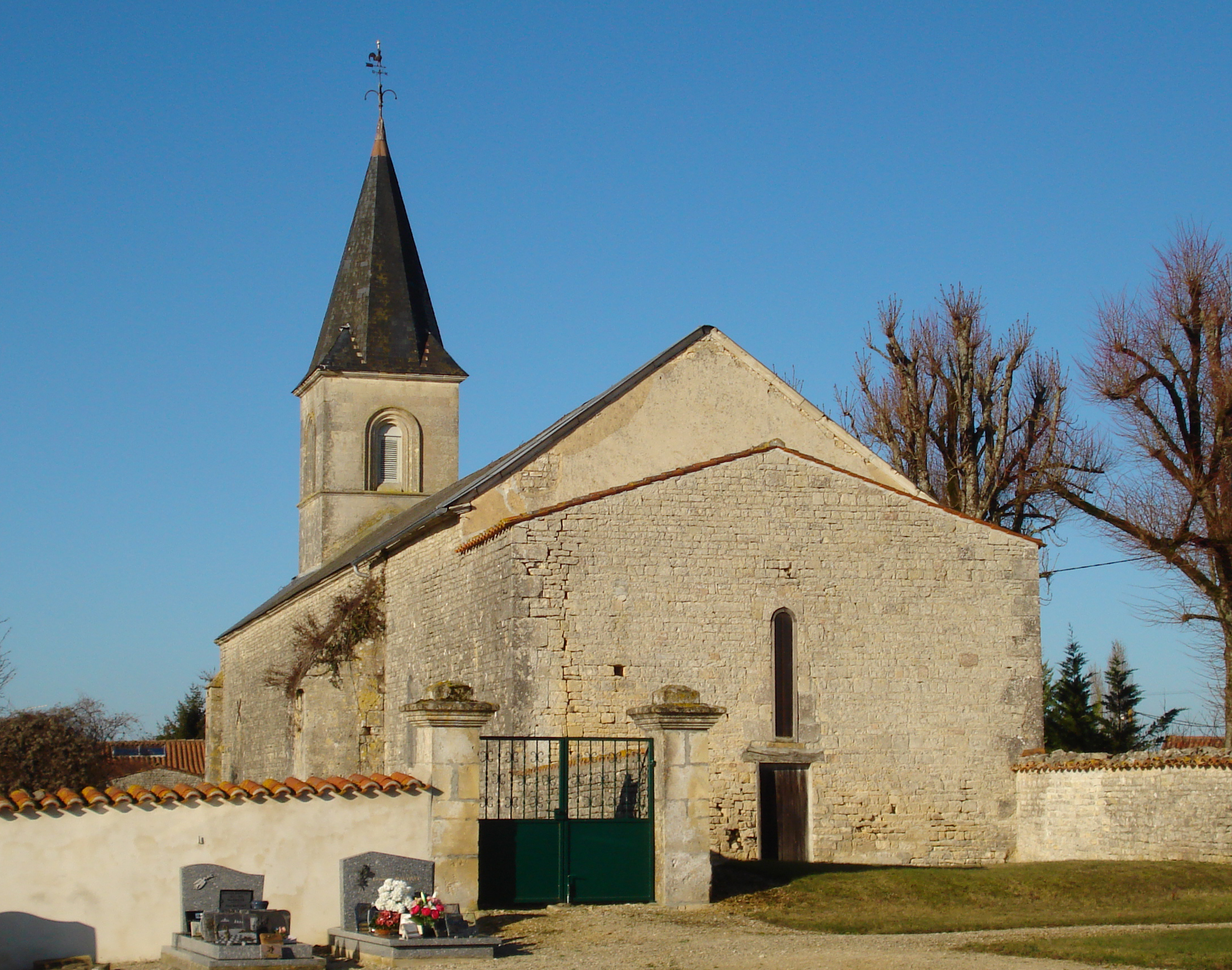
Kirche Saint-Didier

- Kirche Saint-Didier